# Grzyby pasożytnicze

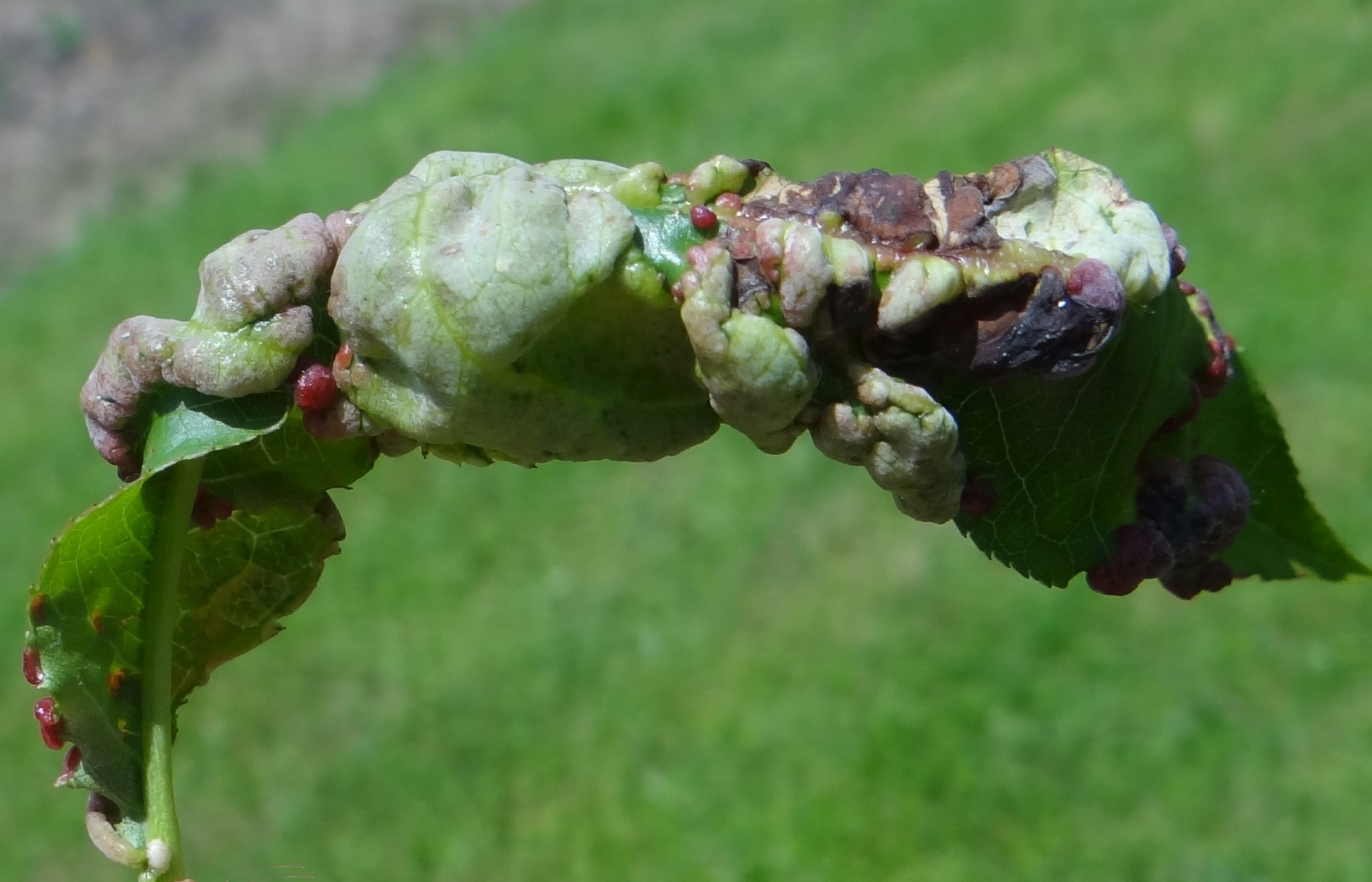
Kędzierzawość liści brzoskwini

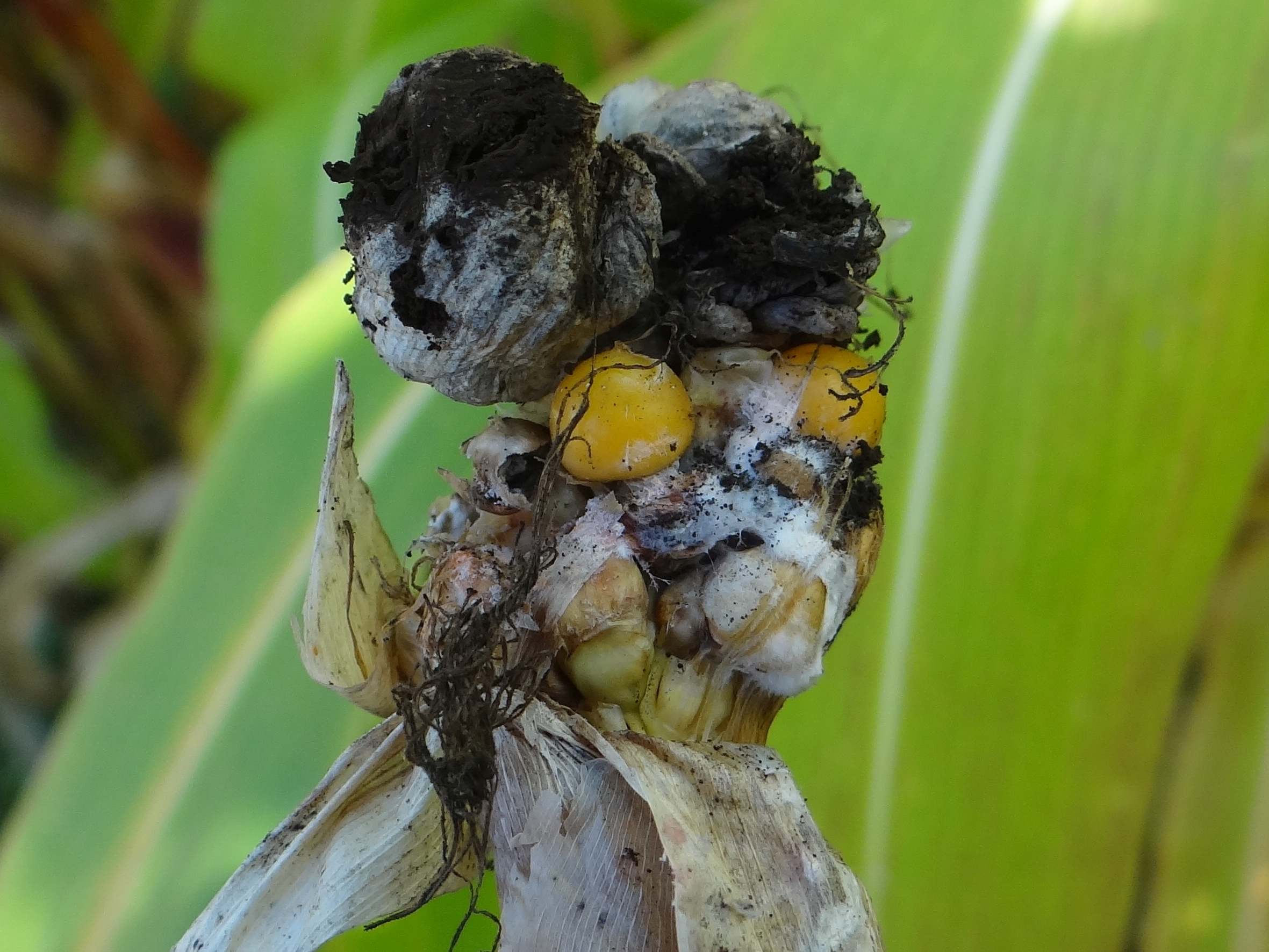
Głownia guzowata kukurydzy

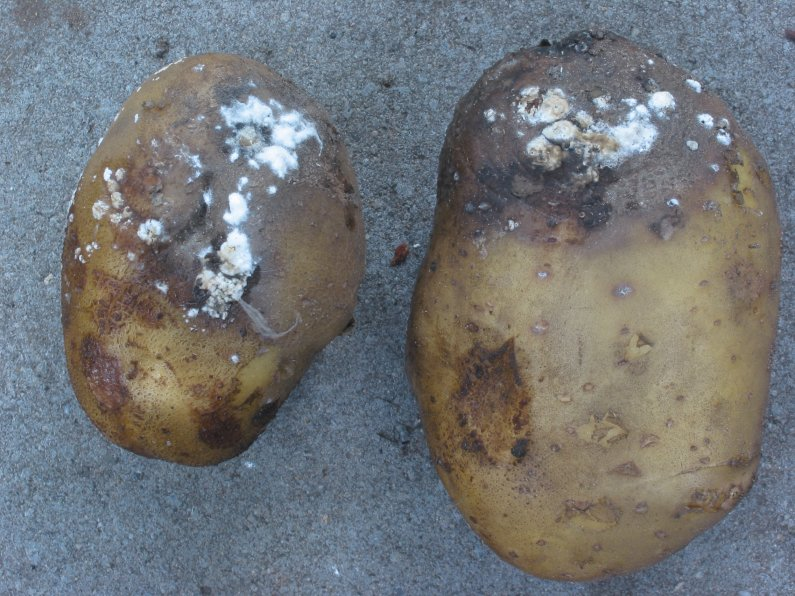
Zaraza ziemniaka

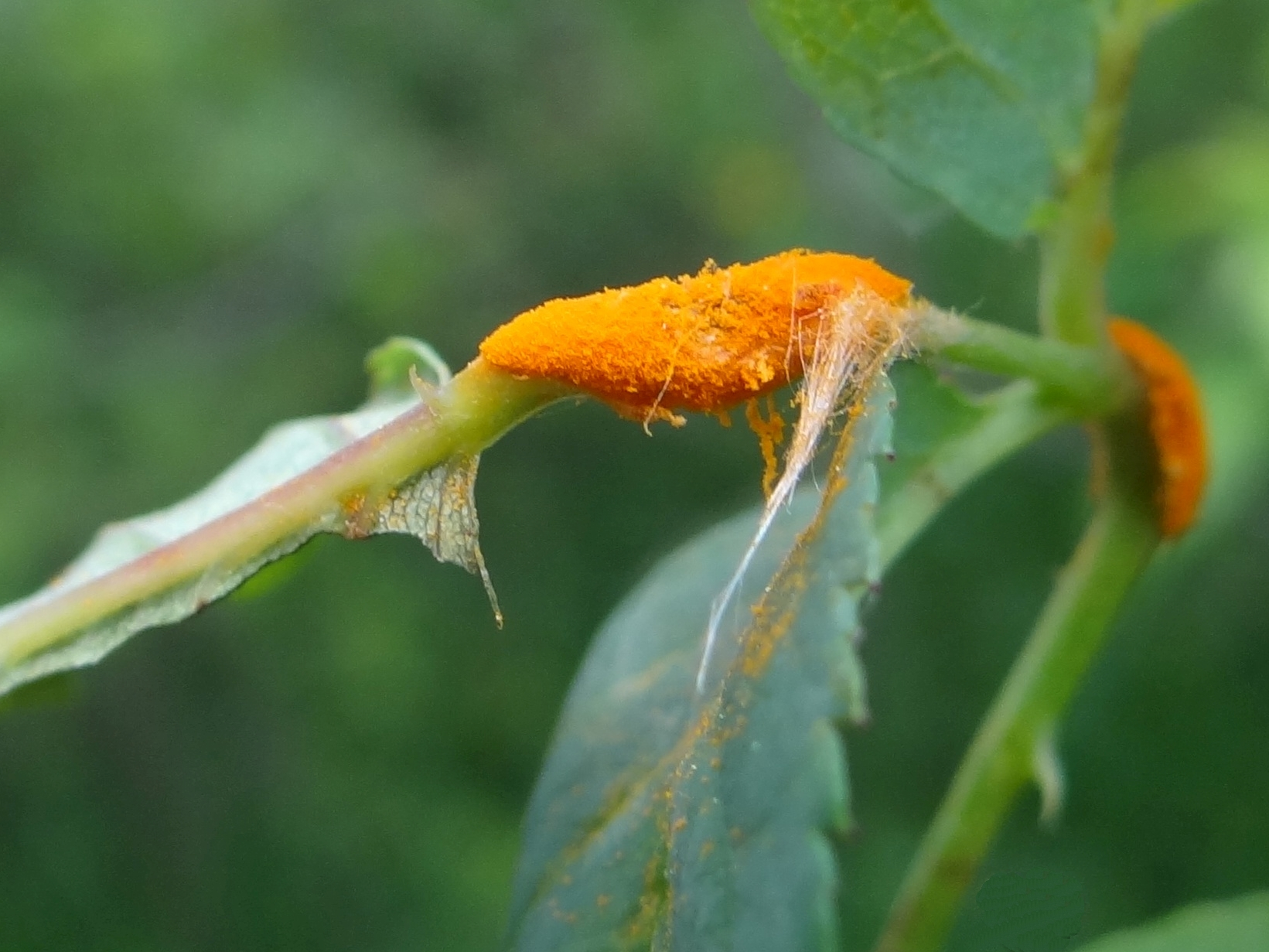
Rdza róży

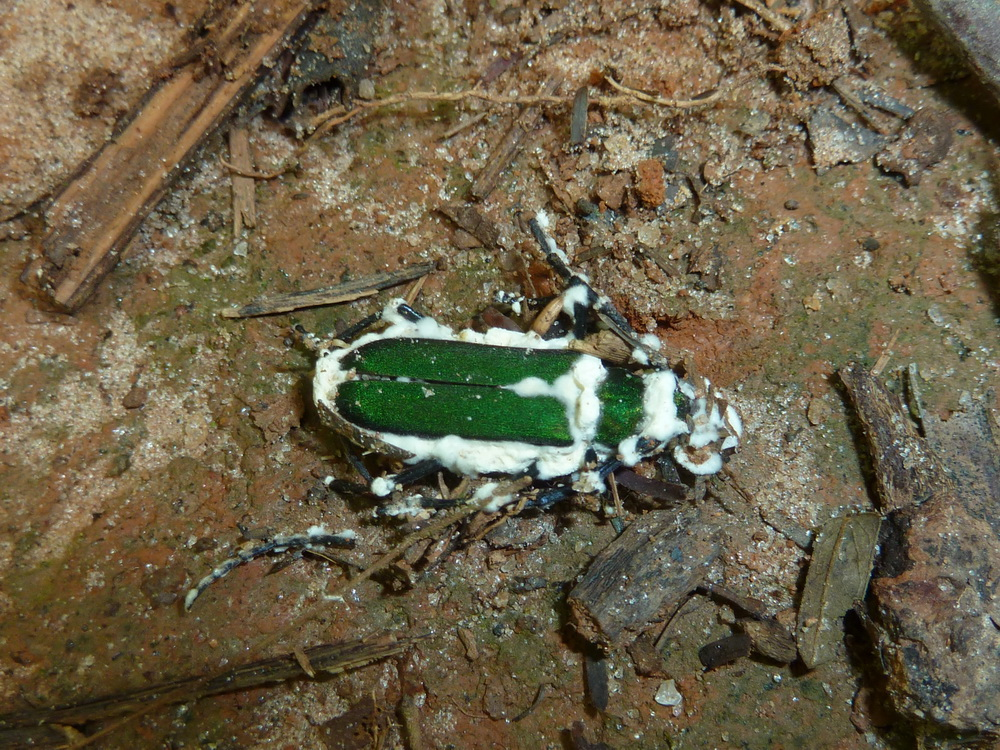
Grzyb Beauveria na ciele chrząszcza

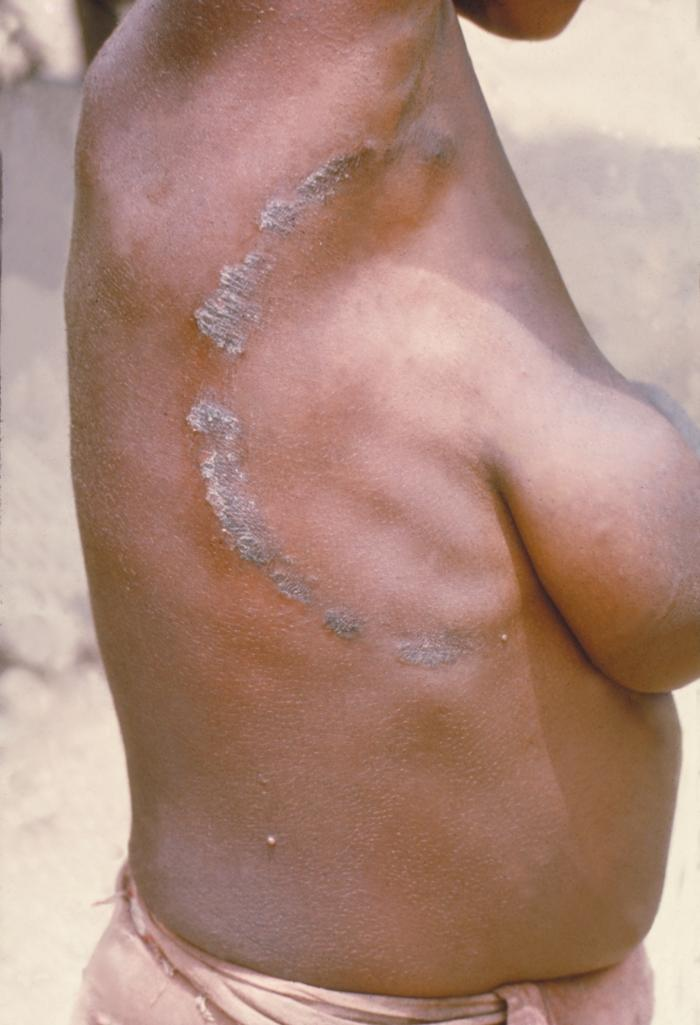
Grzybica tułowia wywołana przez Trichophyton rubrum

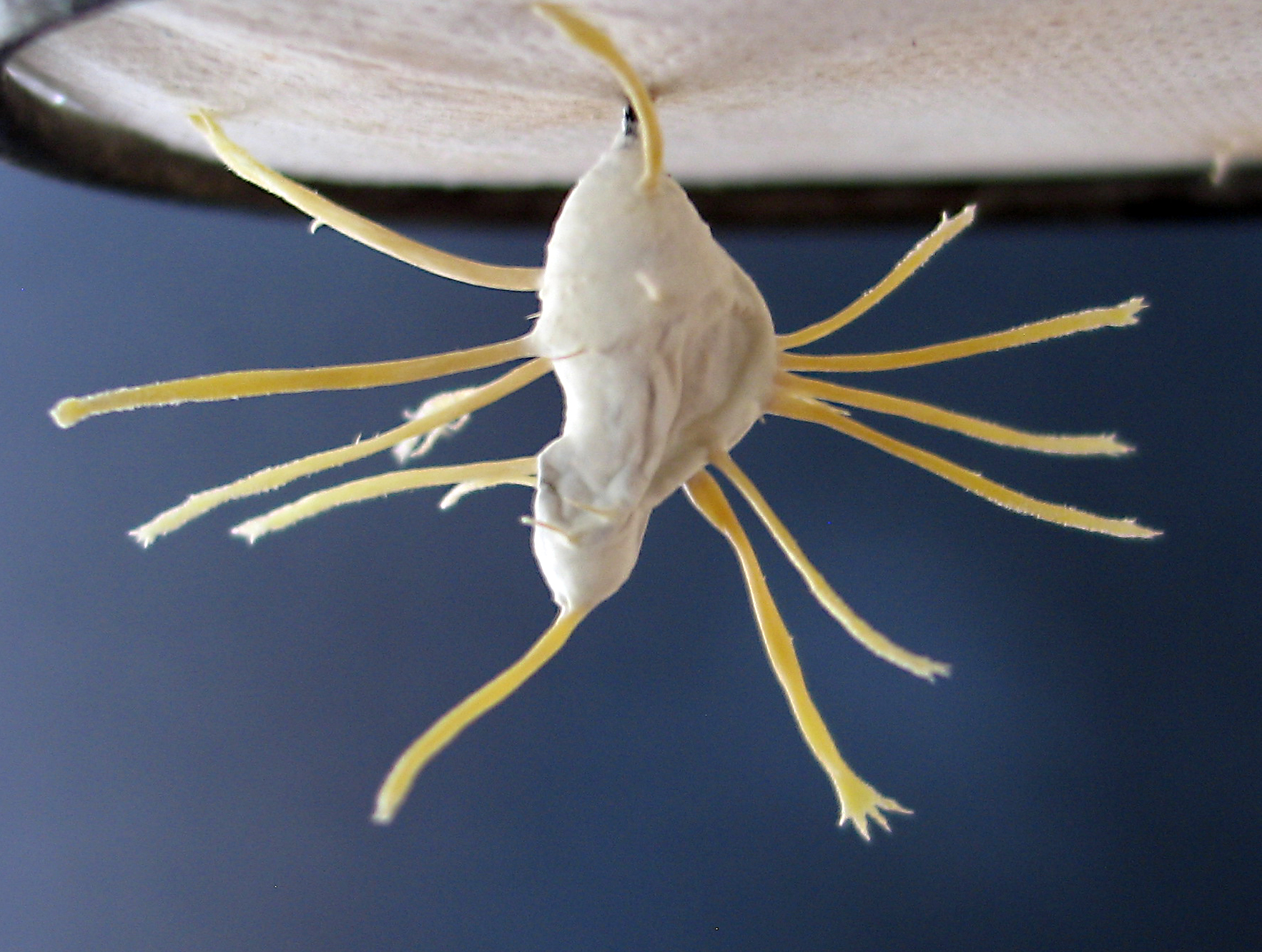
Poczwarka zaatakowana przez grzyba Isaria tenuipes

Grzyby pasożytnicze – pasożyty należące do królestwa grzybów (Fungi). Wszystkie grzyby to organizmy cudzożywne, pobierające substancje odżywcze z roślin zielonych, zwierząt lub innych grzybów, pełniących wówczas funkcję żywicieli. Liczna część ich gatunków to grzyby saprotroficzne, ale duża część to pasożyty.

## Grzyby jako pasożyty roślin
Duża liczba gatunków grzybów jest patogenami roślin (fitopatogenami). Wywołują u nich grzybowe choroby roślin. Objawy tych chorób w zależności od gatunku patogenu, odporności rośliny i etapu choroby są różne: zmiany zabarwienia, nekrozy, zgnilizny, zgorzele, więdnięcie, narośla, zrakowacenie, oznaki etiologiczne, czy wreszcie obumieranie części roślin lub całych roślin. Wyróżniamy dwie grupy fitopatogenów:
- biotrofy (grzyby biotroficzne) – pasożyty, które mogą się rozwijać tylko w kontakcie z żywą rośliną (na jej powierzchni lub wewnątrz). Poza rośliną żywicielską mogą przetrwać tylko ich przetrwalniki. Typowymi przedstawicielami biotrofów są gatunki z rodziny mączniakowatych (Erysphaceae) wywołujące mączniaka prawdziwego lub rodziny rdzowatych (Pucciniaceae), które wywołują choroby zwane rdzami;
- nekrotrofy (pertotrofy) – grzyby, które nie potrafią czerpać substancji odżywczych z żywych organizmów. Zasiedlają żywe organizmy, a następnie zabijają tkanki otaczające miejsce ich rozwoju, np. za pomocą mykotoksyn i dopiero z takich obumarłych tkanek czerpią pokarm. Przykładem nekrotrofów są np. gatunki należące do rodzajów Botrytis i Fusarium[2].

Choroby wywoływane przez biotrofy mają łagodniejszy przebieg. Biotrofy nie zabijają swoich żywicieli, gdyż same giną wraz z ich śmiercią. Choroby wywoływane przez nekrotrofy prowadzą do obumarcia rośliny, lub przynajmniej jej zaatakowanej części. Po śmierci rośliny nekrotrofy nadal odżywiają się jej obumarłym ciałem.
Grzyby pasożytnicze wywołują ogromne szkody w gospodarce człowieka. Są przyczyną znacznych strat w wysokości i jakości plonu. Profilaktyka i zwalczanie chorób grzybowych jest kosztowne i stanowi pokaźną część wydatków ponoszonych przez rolników. Stąd też ogromne znaczenie ma naukowe opracowanie metod walki z nimi. Zajmuje się tym fitopatologia. Wśród pasożytniczych grzybów istnieją grzyby kwarantannowe, których zwalczanie według obecnego stanu wiedzy jest praktycznie niemożliwe i jedynym ratunkiem pozostaje zniszczenie plantacji i zakaz uprawianie na tym miejscu przez określony czas gatunków roślin podatnych na kwarantannowego patogena.
Najważniejsze patogeny roślin
Według ankiety przeprowadzonej w 2012 roku wśród fitopatologów przez czasopismo „Molecular Plant Pathology” 10 najważniejszych grzybów będących pasożytami roślin to:
1. Magnaporthe oryzae,
2. Botrytis cinerea,
3. Puccinia sp.,
4. Fusarium graminearum,
5. Fusarium oxysporum,
6. Blumeria graminis,
7. Mycosphaerella graminicola,
8. Colletotrichum sp.,
9. Ustilago maydis,
10. Melampsora lini[4].

Są też grzyby związane z mchami (grzyby mszakolubne), a część z nich jest pasożytami mchów.

## Grzyby chorobotwórcze
Nazwą tą określa się grzyby pasożytujące na ludziach i innych kręgowcach. Wywołują choroby zakaźne zwane grzybicami. U ludzi najczęściej występują na skórze i paznokciach, ale są też gatunki atakujące narządy wewnętrzne, zwłaszcza układ oddechowy. Grzybice występują także u innych kręgowców, a u ryb grzybopodobne lęgniowce z rodziny Saprolegniaceae wywołują groźną chorobę zwaną saprolegniozą.

## Grzyby jako pasożyty zwierząt
- Grzyby entomopatogeniczne. W 2013 r. na świecie opisano ponad 1200 gatunków pasożytujących na owadach, a w Polsce 230[8]. Najczęściej dostają się do wnętrza ich ciała przez uszkodzenia oskórka, rzadziej przez przetchlinki, otwór gębowy lub odbytowy, ale niektóre potrafią także chemicznie rozpuścić chitynowy oskórek. Wewnątrz ciała owada tworzą grzybnię przenikająca jego narządy wewnętrzne. Pobierają z niego substancje odżywcze, a także wydzielają mykotoksyny, wskutek czego porażony owad staje się powolny, przestaje żerować, a w końcu nieruchomieje przyjmując nienaturalną pozycję. Większość gatunków grzybów i organizmów grzybopodobnych pasożytujących na owadach to gatunki letalne, zabijające swoje ofiary. W obumarłym ciele owada rozwija się ich grzybnia. Jej strzępki przebijają ciało owada i na zewnątrz wytwarzają zarodniki infekujące inne owady[8].

- Grzyby nicieniobójcze, grzyby nematopatogeniczne – grzyby pasożytujące na nicieniach. Do 200 r. opisano ponad 200 gatunków grzybów odżywiających się nicieniami. Większość z nich to gatunki łapiące owady za pomocą różnych aparatów pułapkowych (tzw. grzyby drpaieżne) lub porażające je toksynami, ale są też gatunki pasożytujące, żyjące wewnątrz nicieni lub pasożytujące na ich jajach[9].

- Grzyby pasożytujące na wrotkach i roztoczach.

## Grzyby pasożytujące na grzybach
- Grzyby pasożytujące na innych grzybach,
- Grzyby naporostowe – grzyby pasożytujące na porostach. W mykobiocie Polski w 2009 r. było 247 gatunków grzybów związanych z porostami, ale liczba ta ciągle się zmienia w miarę badań mykologów. Część z nich to gatunki, dla których porosty są tylko siedliskiem i żyją na nich jako grzyby saprotroficzne lub komensale, ale większa część to pasożyty porostów[10].